# 多羽田哲也
多羽田 哲也（たばた てつや） は、日本の生物学者。専門は発生生物学。東京大学定量生命科学研究所教授。井上学術賞等受賞。

## 人物・経歴
1980年北海道大学理学部卒業。1985年北海道大学大学院理学研究科植物学専攻単位取得退学。1986年理学博士、北海道大学理学部助手。1989年京都大学理学部助手。1990年カリフォルニア大学博士研究員。同年日本植物学会奨励賞受賞。1994年東京大学分子細胞生物学研究所助教授。2000年東京大学分子細胞生物学研究所教授。2002年度井上学術賞受賞。財団法人応用微生物学研究奨励会理事なども務めた。専門は発生生物学で、特にショウジョウバエを専攻。